# The Pacifica
The Pacifica es un rascacielos residencial situado en Auckland, capital de Nueva Zelanda. Terminado en 2020, es el edificio residencial más alto del país, superando al Metropolis. Mide 178,7 metros (586,3 pies) y tiene 57 pisos.
Los dos pisos superiores del edificio contienen un ático que originalmente fue puesto a la venta por 40 millones de dólares neozelandeses, lo que lo habría convertido en el apartamento más caro jamás vendido en Nueva Zelanda. Este apartamento se dividió posteriormente en cuatro unidades independientes.
En junio de 2021, The Pacifica ganó los premios «Mejor desarrollo residencial de gran altura de Nueva Zelanda» y «Mejor apartamento/condominio de Nueva Zelanda» en los International Property Awards.